# Rudolf Magnus

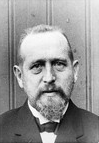
Rolf Magnus

Rudolf Magnus (Braunschweig, 2 september 1873 - Zwitserland, 1927) was een Duits farmacoloog. In 1908 werd hij in Utrecht benoemd tot de eerste hoogleraar in de farmacologie, hetgeen toen omschreven werd als de "kennis der geneesmiddelen en geneesmiddelenleer".
In Duitsland in 1901 ontdekte hij het diuretisch effect van uitscheidingen van de hypofyse. ("The action of pituitary extracys of the kidney", Journal of Physiology, Cambridge, 1901, 27: ix-x.)
Later publiceerde hij iets geheel anders, een lezing getiteld "Goethe als Naturforscher : Vorlesungen gehalten im Sommer-Semester 1906 an der Universität Heidelberg".
Rudolf Magnus werkte in 1908 in Liverpool en de jaren daarna aan de fysiologie van de houding en spierspanning. Hoewel hij farmacoloog was, werd hij met dit onderzoek wereldberoemd. Hij werd genomineerd voor de Nobelprijs in 1927, zoals 50 jaar later werd bekendgemaakt. Zijn plotselinge overlijden in 1927 veroorzaakte dat hem deze prijs niet kon worden toegekend. Zijn beroemdste boek was "Körperstellung", gepubliceerd in Berlijn in 1924. In 1987 werd dit boek in het Engels vertaald. In het boek beschrijft Magnus dat reflexen er bij zoogdieren voor zorgen om de goede lichaamshouding vast te houden. De "Magnus & De Kleijn reflexen" zijn naar Magnus en zijn collega de Kleijn genoemd. De kop/hals-reflexen van dieren zorgen ervoor dat als het hoofd beweegt, het lichaam automatisch volgt. Hij onderzocht ook de automatische beweging van de darm en verschijnselen zoals bewegingsziekten, tegenwoordig wagenziekte genoemd.
Het farmacologisch onderzoek van Rudolf Magnus was gericht op de werking van geneesmiddelen op hart, bloedvaten, longen en het maag-darmkanaal. Zo onderzocht hij het effect van narcotica en ook gifgassen op de longen. Het gifgassenonderzoek voerde hij uit tijdens de Eerste Wereldoorlog (1914-1918) toen Magnus in Duitsland als legerarts moest werken. Hij stierf in 1927 toen hij op vakantie was in Zwitserland.
Naar verluidt hield Magnus erg van schaatsen en gaf hij als het te pas kwam zijn hele laboratorium ijsvrij.
Magnus had een dochter, Gretl Magnus, die vertaalster werd in Berlijn en overleed in 1968. Zij was getrouwd met Walter Zander en kreeg een zoon, de componist Michael Zander. De zoon van Rudolf Magnus, Prof.dr. Willem Otto Cornelius (Otto) Magnus (1913-2014) schreef zijn biografie in 2002, getiteld "Rudolf Magnus, Physiologist and Pharmacologist: A Biography".

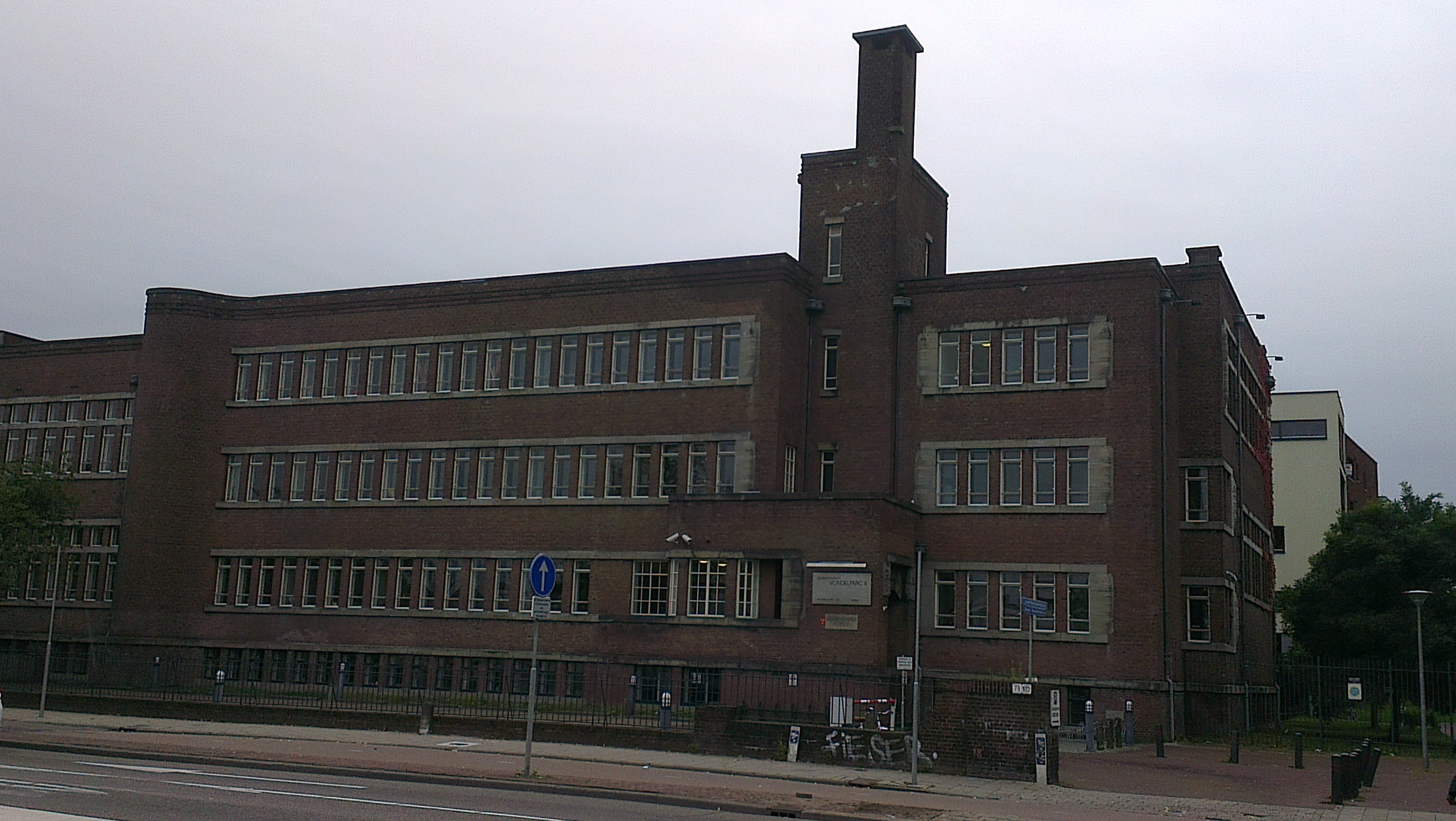
Rudolf Magnus Instituut anno 2012

## Rudolf Magnus Instituut
Oorspronkelijk was de farmacologie in Utrecht gevestigd in een oud ziekenhuis voor slachtoffers van de pest (gebouwd in 1567), Leeuwenbergh genoemd. Hij overtuigde de Rockefeller Foundation om hem geld te geven voor een nieuw laboratorium. In 1926 legde Rudolf Magnus de eerste steen voor dit nieuwe instituut in Utrecht aan de Vondellaan, genaamd "Nieuw Leeuwenbergh". Het was voor die tijd een zeer modern laboratorium. In 1968 werd dit gebouw hernoemd door David de Wied als Rudolf Magnus Instituut. Door zijn overlijden in 1927 zou Rudolf Magnus er echter nooit zelf werken. Tegenwoordig is het gebouw niet meer in gebruik als laboratorium, maar is het een bedrijfsverzamelgebouw.
Het Rudolf Magnus Instituut voor Neurowetenschappen bestaat nog steeds en is een van de onderzoeksinstellingen van het UMC Utrecht, waar al het neurowetenschappelijk onderzoek wordt gedaan.
Het archief van Rudolf Magnus bevindt zich in het Universiteitsmuseum Utrecht.